# .yt
.yt este un domeniu de internet de nivel superior, pentru Mayotte (ccTLD).